# Sixty Glorious Years
Sixty Glorious Years (bra: 60 Anos de Glórias ou Sessenta Anos de Glórias) é um filme britânico de 1938, um drama biográfico dirigido por Herbert Wilcox.
Trata-se da continuação de Victoria the Great, com Anna Neagle no papel da rainha Vitória e uma novidade: em cores.